# Markoolio
Маркоолио или Маркулио (швед. Markoolio), настоящее имя Марко Кристиан Лехтосало (швед. Marko Kristian Lehtosalo, родился 1 января 1975 в Лахти) — шведский певец, актёр и телеведущий финского происхождения. Свой псевдоним он взял в честь своего имени и американского рэпера Coolio.

## Биография

### Музыкальная карьера
Уроженец Финляндии. В возрасте шести месяцев переехал с семьёй в Швецию, в Орминге (пригород Стокгольма). Окончил там среднюю школу, служил в армии снайпером в финском Таммисаари. Вернулся после воинской службы в Швецию и случайно попался продюсерам в поезде, когда развлекал пассажиров поезда в Стокгольме своим рэпом. Так Маркоолио и начал свою карьеру, выпустив девять альбомов.
Маркоолио известен благодаря юмористическим песням на тему вечеринок, девушек и распития спиртного. Выделяются «Sommar och sol» (со швед. — «Лето и солнце»), «Vi drar till fjällen» (со швед. — «Взбираемся в горы»), «Sola och bada i Piña Colada» (со швед. — «Солнечные ванны и плавание в Пинья-Коладе»). Также он пишет песни на тему обычной жизни человека: «Åka Pendeltåg» (со швед. — «Катаясь на поезде»), «Värsta schlagern» (со швед. — «Худший шлягер»); а также посвящает песни своей исторической родине — «Drömmen om Finland» (со швед. — «Сон о Финляндии») и «Jag orkar inte mer» (со швед. — «Больше не вынесу»).
Участвовал в Melodifestivalen 2009, борясь за поездку на Евровидение-2009, но не преодолел стадию полуфинала.

### Кино и телевидение
Маркоолио является лауреатом множества премий, в том числе является лучшим артистом года по версии зрителей шведской версии телеканала Nickelodeon. На шведском телеканале TV4 он ведёт шоу талантов «Talang». Снимался в ситкомах «Doktor Mugg» (со швед. — «Доктор Туалет») и «Hem till Midgård» (со швед. — «Домой в Мидгард»). Победитель шведской версии шоу «Танцы со звёздами» 2013 года (в паре с Сесилией Эрлинг).

### Бизнес
Маркоолио является владельцем ночного клуба и входит в совет директоров британской компании Netgames Holdings, владея 3,3% акций предприятия.

### Футбол
Маркоолио является одним из известнейших фанатов сборной Швеции по футболу. В 2008 году Маркоолио накануне чемпионата Европы записал песню в поддержку сборной Швеции «Sverige, Det Bästa På Vår Jord» (со швед. — «Швеция, лучшая в мире»), в которую даже вставил фрагменты гимна Швеции. 19 ноября 2013 Маркоолио в преддверии матча за выход на чемпионат мира против Португалии, стремясь поддержать шведскую команду и навредить португальцам, даже устроил в 7:15 утра концерт под окнами гостиницы вместе с радиостанцией RIX FM, подняв большой шум.

### Семья
Супруга: Джессика Вестергорд. Трое детей (сын  Мелькер и дочери Моа и Майкен).

## Дискография
- Sticker hårt (1998)
- Dikter från ett hjärta (1999)
- Tjock och lycklig (2001)
- I skuggan av mig själv (2003)
- Suomessa Syntynyt (2004)
- Värsta plattan (2007)
- Jag är konst (2008)
- Jag är Markoolio (2012)